# Passiflora reflexiflora
Passiflora reflexiflora är en passionsblomsväxtart som beskrevs av Antonio José Cavanilles. Passiflora reflexiflora ingår i släktet passionsblommor, och familjen passionsblomsväxter. Inga underarter finns listade i Catalogue of Life.